# 345-я стрелковая дивизия (1-го формирования)
345-я стрелковая дивизия — войсковое соединение Вооружённых Сил СССР в Великой Отечественной войне. Период боевых действий: с 1 декабря 1941 года по 30 июля 1942 года. 

## История
Сформирована в сентябре-октябре 1941 в Северо-Осетинской и Дагестанской АССР (Северо-Кавказский ВО) в рамках реализации постановления ГКО СССР № 459сс от 11.08.1941 . В октябре 1941 в составе дивизии было 24 % осетин, 18 % — чеченцев, 7,5 % — дагестанцев, и  38,3 % были славянами.
После завершения формирования первоначально продолжала дислоцироваться на Северном Кавказе, входя в состав 44-й армии Закавказского фронта. В действующую армию поступила 01.12.1941. Первоначально использовалась для обороны черноморского побережья.
Предназначалась для высадки в качестве 1-го эшелона в Феодосийской десантной операции. Для упрощения высадки у дивизии сократили тылы и часть артиллерийского вооружения. 23-24.12.1941 переброшена из Туапсе в Севастополь в составе 9955 человек и с этого момента участвовала в обороне города, действуя в составе Приморской армии Кавказского фронта.
Доставка в Севастополь осуществлялась:

- теплоходом «Калинин», начальник эшелона командир 1165-го полка майор Н. Л. Петров

- теплоходом «Димитров», начальник эшелона начальник инженерной службы дивизии майор Маслов

- теплоходом «Серов», начальник эшелона командир 1163-го полка  майор И. Ф. Можуло
 
- теплоходом «Курск», начальник эшелона командир 629-го сапёрного батальона ст. л-т Рагульский

- теплоходом «Фабрициус», начальник эшелона командир 1167-го полка капитан Оголь
 
- теплоходом «Красногвардеец», начальник эшелона командир 905-го артполка капитан Мололкин
Войдя в состав Приморской армии, она заняла оборону в районе Инкермана и Мекензиевых гор и до июля вела здесь упорные бои.
При захвате Севастополя войсками германской 11-й армии в июле 1942 года дивизия уничтожена. Официально расформирована 30.07.1942.

## Полное название
345-я стрелковая дивизия

## Подчинение
- Северо-Кавказский ВО — до 15.10.1941 года
- 56-я отдельная армия — в октябре 1941 года
- Закавказский фронт, 44-я армия — в октябре-декабре 1941 года
- Кавказский фронт, Приморская армия — в декабре 1941 — 28.01.1942 года
- Крымский фронт, Приморская армия — 28.01-26.04.1942 года
- Северо-Кавказское направление, Приморская армия — 26.04-20.05.1942 года
- Северо-Кавказский фронт, Приморская армия — с 20.05.1942 по июль 1942 года

## Состав
- 1163-й стрелковый полк
- 1165-й стрелковый полк
- 1167-й стрелковый полк
- 905-й артиллерийский полк
- 78-й отдельный истребительно-противотанковый дивизион
- 179-я зенитная батарея (629-й отдельный зенитно-артиллерийский дивизион)
- 673-й миномётный дивизион
- 404-я разведывательная рота
- 622-й сапёрный батальон
- 793-й отдельный батальон связи
- 427-й медико-санитарный батальон
- 409-я отдельная рота химический защиты
- 170-я автотранспортная рота
- 196-я полевая хлебопекарня
- 763-й дивизионный ветеринарный лазарет
- 589-я полевая почтовая станция
- 797-я полевая касса Госбанка

## Командиры
- 09.09.1941 — 17.07.1942 Гузь, Николай Олимпиевич, полковник[2]

## Память
В селе Фруктовом (бывшее Бельбек) на месте обороны дивизии в феврале-марте 1942 года в 1966 году по проекту Н. Бежовца был сооружен памятник "Братская могила войнов 345-й стрелковой дивизии, 1942 г.". 
Мемориальная надпись: "Железовский А. А., Сидоров Ф. Д., Бетрозов М. Х., Кусанов Айтколи, Абдулов Ельчи Абил и 45 неизвестных бойцов 345 стрелковой дивизии, погибших в боях при обороне Севастополя в феврале 1942 года."